# Богданка (Люблінське воєводство)
Богданка (пол. Bogdanka) — село в Польщі, у гміні Пухачув Ленчинського повіту Люблінського воєводства.
Населення — 227 осіб (2011).

## Демографія
Демографічна структура станом на 31 березня 2011 року:
|          | Загалом | Допрацездатний вік | Працездатний вік | Постпрацездатний вік |
| -------- | ------- | ------------------ | ---------------- | -------------------- |
| Чоловіки | 107     | 30                 | 66               | 11                   |
| Жінки    | 120     | 24                 | 73               | 23                   |
| Разом    | 227     | 54                 | 139              | 34                   |